# Мечково
Мечково е обезлюдена махала в Югозападна България, разположена на територията на община Петрич, област Благоевград.

## История
Мечково възниква в Османската империя като махала на сборното село Игуменец.
При избухването на Балканската война в 1912 година един човек от селището е доброволец в Македоно-одринското опълчение.
До 1947 година се смята за махала на Игуменец. В 1959 година Мечково е присъединено към махалата Баскалци в Петричка община.

### Преброявания
- 1920 година – 35 жители
- 1926 година – 48 жители
- 1934 година – 56 жители
- 1946 година – 47 жители
- 1956 година – 40 жители

## Личности
Родени в Мечково
- Петър Стойчев (Петре Станчов, 1867 или 1875), дюлгерин, македоно-одрински опълченец, четата на Дончо Златков, 1 рота на 14 воденска дружина[3]